# Igor II Olegowicz
Igor II Olegowicz, ros.: Игорь II Олегович, cs. Błagowiernyj kniaź Igor (w Krieszczenii Gieorgij, w inoczestwie Gawriił) Olgowicz, Czernigowskij i Kijewskij (?-1147-09-19) – książę czernihowski i wielki książę Kijowa (1146), syn księcia czernihowskiego Olega Światosławowicza, brat Wsiewołoda II Olegowicza i Światosława Olegowicza. Święty prawosławny (5 VI) i katolicki.
Wskazany na następcę przez swojego brata Wsiewołoda II Olegowicza. Choć ten wymógł akceptację i przysięgę od poddanych, zarówno Igor jak i rodzina Olegowiczów byli niepopularni, a jego rządy spotykały się z oporem. Kroniki oskarżają Igora o nieuczciwość, chciwość, oszustwa i przemoc. Rządził niecałe dwa tygodnie kiedy kijowianie zwrócili się z prośbą o objęcie tronu do Iziasława II Pantelejmona, jego kuzyna i rywala. Wycofując się z obietnicy, że nie będzie dążył do władzy w Kijowie, Iziasław zaatakował i pokonał Igora i jego brata, Światosława.
Światosław uciekł, ale Igor ugrzązł w bagnach, skąd nie mógł uciec z powodu niemocy w nogach. Został schwytany i wrzucony do dołu, gdzie cierpiał aż do jesieni 1146 r., kiedy ciężko chory zażądał pozwolenia, by zostać mnichem. Izasław go uwolnił, ale Igor był tak słaby, że musiał zostać wyciągnięty z dołu i nieomal umarł. Został mnichem w monastyrze św. Fiodora w Kijowie, przybrał imię Ignacy.
W 1147 został zaatakowany przez tłum kijowian obawiających się, że zamierza wrócić na tron. Brat Iziasława Włodzimierz próbował go ratować, ale w wyniku ataku balkon, na którym Igor szukał schronienia, spadł i ten zginął. Jego ciało było wleczone za wozem i wystawione na widok publiczny na placu targowym, zanim zostało pochowane przez Włodzimierza. Opowieści o cudach mających się wydarzać wokół ciała Igora spowodowały uznanie go za świętego. Został pochowany w Czernihowie.